# 텐아시아 K팝 글로벌 톱텐어워즈
텐아시아 K팝 글로벌 톱텐어워즈는 중국, 일본, 싱가포르, 대만, 태국, 베트남, 말레이시아, 필리핀, 인도네시아, 대한민국 등 아시아 10개국 K팝 팬들이 온라인·모바일 투표 로 최고의 팀을 가리는 행사로, 2019년 처음으로 개최된다.